# Adorazione dei pastori (Domenichino)
L'Adorazione dei pastori è un dipinto del pittore bolognese barocco Domenichino realizzato circa nel 1607 - 1610 circa e conservato nella National Gallery of Scotland di Edimburgo nel Regno Unito.

## Storia
La storia del dipinto prima del 1813 è poco chiara e complicata dalla possibile confusione con il modello perduto di Annibale Carracci. C'è un'incisione del dipinto, descritta come opera del Domenichino, che però omette alcuni dettagli, lasciando intendere che sia stata ricavata da un disegno preparatorio anch'esso sprovvisto di questi. Domenichino è citato dal Bellori e descritto come una copia di un Carracci, che Bellori probabilmente non aveva mai visto e del quale non sapeva dove si trovasse. Bellori, nel suo libro di biografie degli artisti pubblicato nel 1672, disse che il Domenichino aveva da poco lasciato Roma per la Francia. Una Natività attribuita ad Annibale Carracci, che potrebbe essere l'originale o la copia, è ricordata da André Félibien come nella grande collezione di Jean-Baptiste Colbert (1619-83), il famoso ministro delle finanze di Luigi XIV. Secondo Pierre-Jean Mariette il quadro nell'incisione apparteneva alla Collezione Orleans, anche se non sembra comparire in nessuno degli inventari. Questa collezione aveva ricevuto un'aggiunta significativa dall'erede di Jean-Baptiste Colbert de Seignelay. La maggior parte dei dipinti della Collezione Orleans furono portati a Londra e dispersi durante la Rivoluzione francese, ma anche in questo caso questo dipinto non è identificabile tra i registri delle vendite e altre transazioni che registrano questo processo.
La storia del dipinto è certa dopo che appare in un elenco del 1813 dei dipinti lasciati in eredità al College of God's Gift, l'ente di beneficenza proprietario del Dulwich College, una scuola nella periferia di Londra, da Sir Francis Bourgeois nel 1811. È stato descritto come da Annibale Carracci qui, e solo definitivamente confermato come Domenichino nel 1906-7 da Hans Tietze, un'attribuzione poi accettata da tutti gli scrittori. La Dulwich Picture Gallery è stata fondata per contenere il lascito borghese e altre opere d'arte di proprietà dell'ente di beneficenza, e il dipinto è stato appeso lì fino a quando non è stato controverso venduto dai fiduciari nel 1971. È stato venduto all'asta per £ 100.000 dalla Sotheby's di Londra il 24 marzo 1971 e acquistata dalla National Gallery of Scotland. La vendita fu oggetto di un dibattito di aggiornamento alla camera dei comuni il 13 maggio 1971, dove sia i fiduciari che il ministro il cui consenso era stato necessario per la vendita furono criticati da George Strauss MP, soprattutto per i soli pubblicizzare la vendita tre settimane prima dell'asta. Per un mese tra Natale e Capodanno 2011/12 il dipinto è tornato a Dulwich nell'ambito delle celebrazioni per il bicentenario della galleria.
L'immagine è in buone condizioni, ma i blu sulle vesti della Vergine e del pastore a destra, così come il giallo del bambino che tiene in braccio la colomba, sono stati "colpiti da cambiamento chimico".

## Descrizione
Il dipinto espone una rappresentazione abbastanza convenzionale di questa scena molto comune, con alcuni dettagli insoliti. Il numero dei pastori è piuttosto notevole arrivando a nove, e la posa del pastore che indica il Gesù Bambino mentre guarda oltre la sua spalla fuori dallo spazio dell'immagine suggerisce che ne stanno arrivando altri. O forse ha visto avvicinarsi i Magi, i prossimi ad arrivare secondo la narrativa tradizionale. Viene mostrato San Giuseppe, spesso una figura piuttosto superflua nei dipinti della Natività, portando il fieno, presumibilmente per nutrire il bue e l'asino, sullo sfondo, riempiendo così uno spazio nella composizione e forse distraendoli dall'unirsi alla musica della cornamusa. La relegazione del bue e dell'asino su uno sfondo poco illuminato è tipica delle composizioni del XVII secolo.
Un pastore ben posizionato sul lato sinistro del gruppo è mostrato mentre suona la sua cornamusa. Sebbene i pastori a volte portino strumenti musicali, spesso inclusi i flauti (vedi galleria sotto), sono meno spesso mostrati mentre li suonano in questo momento solenne, a differenza della precedente scena dell'Annuncio ai pastori in cui un angelo appare loro con le loro greggi. Se la musica è mostrata accanto al presepe, è più spesso prodotta da angeli. Un'affascinante ma atipica miniatura nelle ore fiamminghe di La Flora a Napoli del XV secolo mostra un pastore che suona la sua cornamusa mentre i suoi due compagni ballano per il bambino Gesù e una felice Vergine Maria siede da un lato.

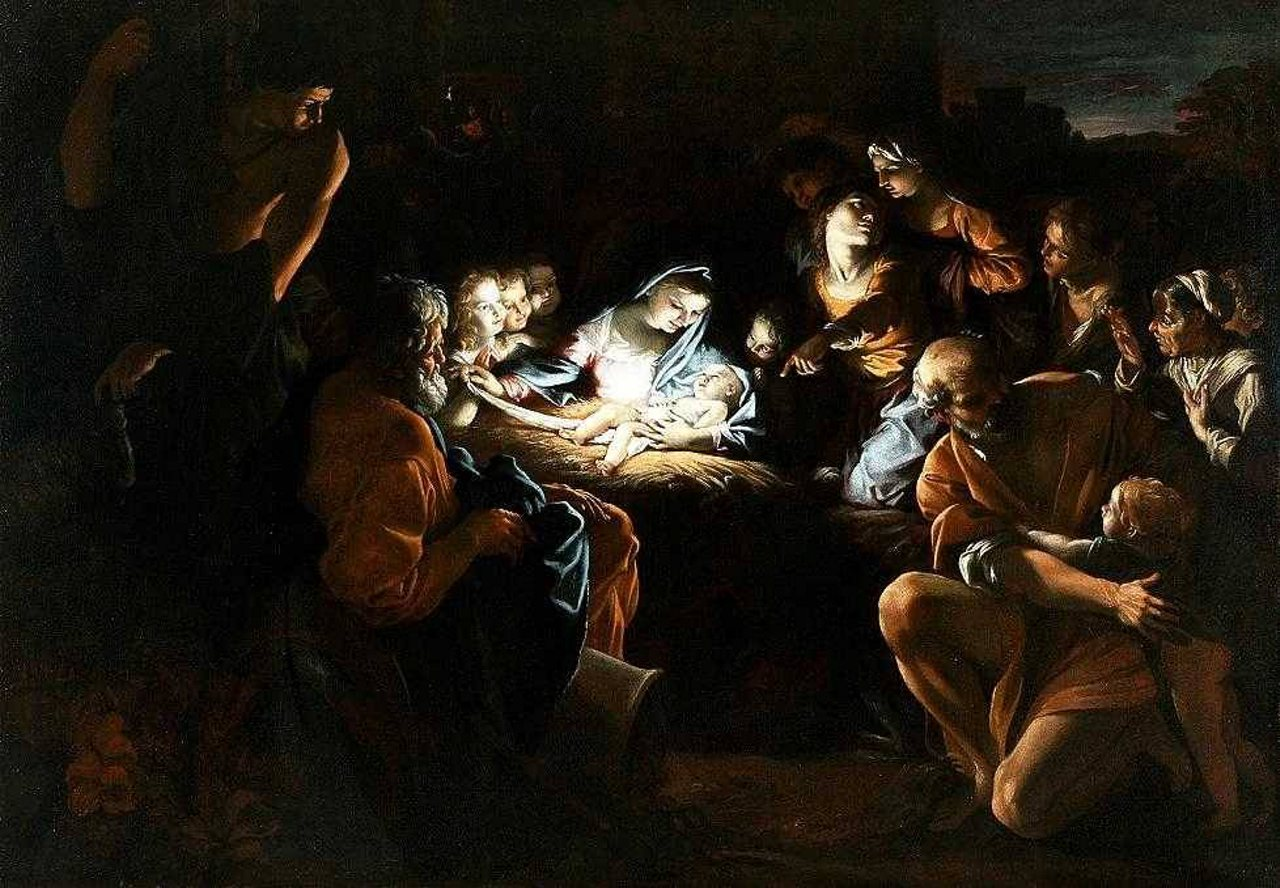
Giovanni Lanfranco LAdorazione nel Castello di Alnwick, 1607–08

Al di fuori della sua pittura, Domeninchino aveva un grande interesse per gli strumenti musicali e la loro progettazione, che a volte si riflettono nei suoi dipinti. Ha progettato e persino costruito strumenti destinati a suonare musica antica.
L'inclusione del cane del pastore, specie proprio accanto al presepe, è insolita. Non è nella stampa dell'opera, forse perché questo è stato fatto da un disegno prima che fosse aggiunto, anche se i pastori molto spesso ne hanno uno nelle scene della loro annunciazione, e talvolta portano in dono un agnello al presepe; qui la colomba è portata da un fanciullo, in primo piano, vuole rappresentare un dono. Nel XVII secolo i pastori si accalcano spesso intorno al presepe, come qui, e Maria mostra loro suo figlio. Tuttavia, il suo gesto di sollevare un panno, rivelando una visione completa di un Gesù nudo, compreso il suo membro, è insolito nell'arte di questa data. Nel tardo medioevo, le immagini del Bambino Gesù mostravano spesso i suoi genitali per ragioni teologiche, ma nella controriforma il clero interpreta dei decreti vaghi sull'arte del Concilio di Trento scoraggiato questo, come San Carlo Borromeo.

### Modello Carracci
Lo storico dell'arte del XVII secolo Gian Pietro Bellori fa la prima menzione di quest'opera e la descrive come una copia di un'opera perduta di Annibale Carracci. Domenichino aveva appreso a Bologna dal fratello di Annibale, Ludovico Carracci, e dopo essersi trasferito a Roma nel 1602 si unì alla cerchia di Annibale, che vi si era già trasferito nel periodo in cui il Domenichino iniziò a collaborare con Ludovico. In questo periodo relativamente precoce della sua carriera Domenichino copiò diverse opere di Annibale, e l'affermazione di Bellori è stata generalmente accettata. Tuttavia sembra che Bellori non abbia mai visto l'originale dei Carracci, e non è stata trovata alcuna documentazione certa per la sua storia successiva. Dello sviluppo della composizione sono attestate una serie di disegni sia di Annibale che di Domenichino, e due dipinti di Giovanni Lanfranco, altro giovane artista della cerchia, che si basano sui perduti Carracci (conosciuto solo da un'ulteriore copia).
C'è stata una buona dose di discussione accademica sull'argomento, senza che sia stato trovato un chiaro consenso su quanto la composizione di Domenichino sia vicina ai perduti Carracci. Il Lanfranco principale, ora al castello di Alnwick, è chiaramente correlato al Domenichino, ma presenta differenze sostanziali, essendo in formato orizzontale e con nessuna delle pose delle figure esattamente identica, e molte sostanzialmente diverse. Rimane la possibilità che Bellori abbia "sbagliato leggermente" e che il fantasma dell'Adorazione di Carracci non sia mai stato dipinto e che Domenichino abbia lavorato solo su disegni del Carracci, che dipinse poco dopo una grave malattia nel 1605, ma produsse un'incisione su questo soggetto nel 1606 circa.
La maggior parte della cospicua raccolta di disegni di bottega lasciata da Domenichino è passata per la collezione Albani prima di finire nella British Royal Collection, acquistata per Giorgio III; ci sono oltre 1.750 fogli al Castello di Windsor oggi. Questi includono un foglio con gli studi delle figure di Giuseppe di Edimburgo da un lato e lo zampognaro dall'altro. I disegni possono essere considerati da diversi studiosi come copie di qualcosa già esistente, schizzi in cui un artista elabora qualcosa di nuovo o adattamenti che sono qualcosa nel mezzo, e questa ambiguità ha influenzato la discussione su questa domanda. Hugh Brigstocke, nel catalogo della National Gallery of Scotland, vede questo foglio come studi di Domenichino per nuove figure per la sua versione della composizione di Carracci, dopo che Domenichino decise di aggiungere lo zampognaro per rafforzare la composizione, rendendo necessaria una nuova posizione per Giuseppe. Altri particolari, come il ragazzo con la colomba, mutuano da altri disegni di Annibale Carracci.

## Galleria d'immagini
Un certo numero di dipinti del 1530 e del 1540 mostrano pastori con strumenti musicali, ma la maggior parte non li suona.

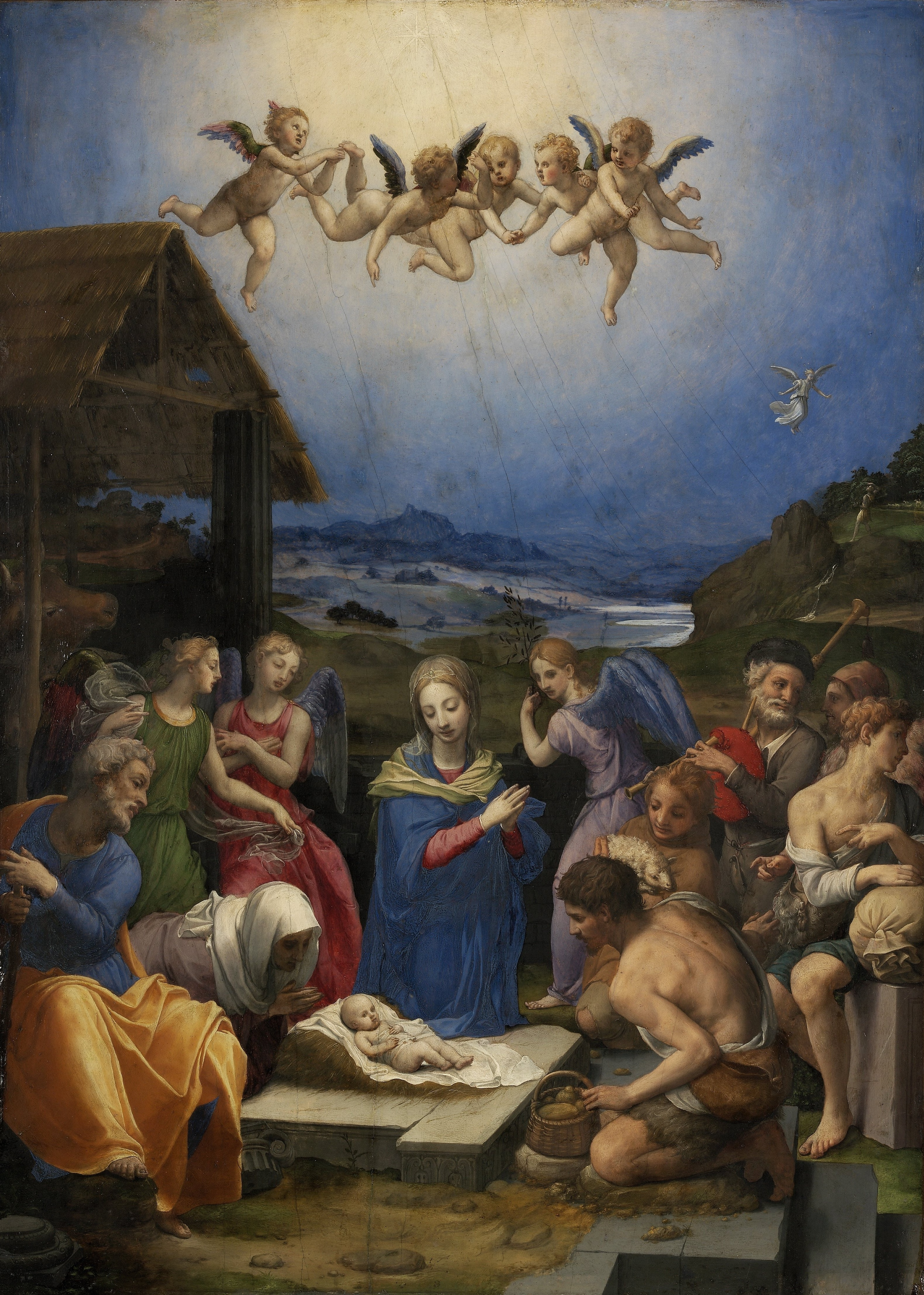
Agnolo Bronzino, Adorazione dei pastori, 1539–40
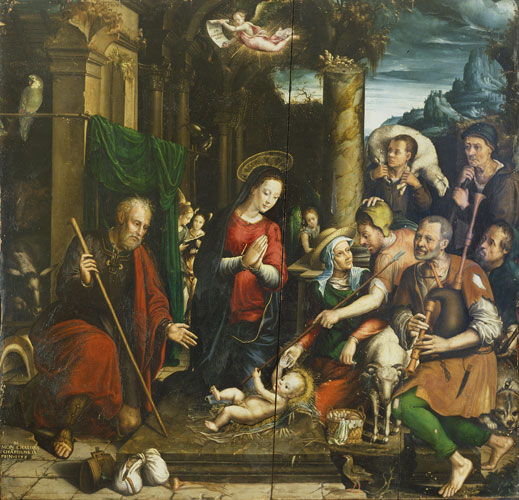
Simon de Châlons, Adorazione dei pastori, 1548
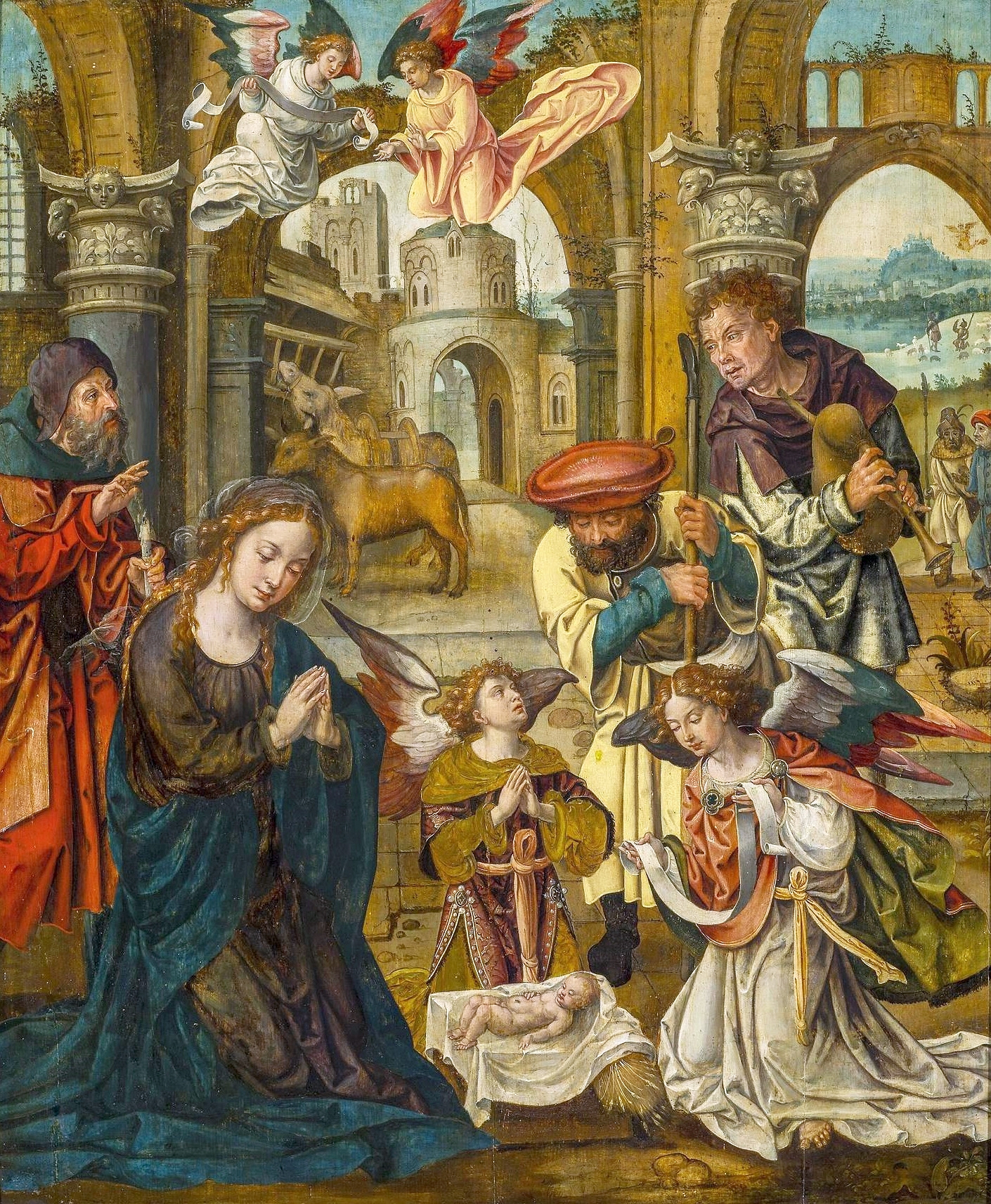
Pieter Coecke van Aelst, Adorazione dei pastori, 1540

## Bibliografi
- (EN) Hugh Brigstocke, Italian and Spanish Paintings in the National Gallery of Scotland, 2ª ed., National Galleries of Scotland, 1993, ISBN 0-903598-22-1.
- Cropper, Elizabeth, "Domenichino." Grove Art Online in Oxford Art Online, Oxford University Press. accessed 16 December 2012, Online, subscription required
- (EN) Thpmas Kren e Scot  McKendrick (a cura di), Illuminating the Renaissance – The Triumph of Flemish Manuscript Painting in Europe, Getty Museum/Royal Academy of Arts, 2003, ISBN 1-903973-28-7.
- Schiller, Gertud. Iconography of Christian Art, Vol. I, 1971 (English trans from German), Lund Humphries, London, ISBN 0-85331-270-2
- Whitaker, Lucy and Clayton, Martin, The Art of Italy in the Royal Collection; Renaissance and Baroque, Royal Collection Publications, 2007, ISBN 978-1-902163-29-1